# Fuluälven
Der Fuluälven (auch Fulan) ist der nördliche Quellfluss des Västerdalälven in der schwedischen Provinz Dalarnas län.
Er hat seinen Ursprung im See Övre Fulusjön in der Gemeinde Älvdalen.
Von dort fließt er in südöstlicher Richtung und durchfließt dabei die Seen Mellersta Fulusjön und Nedre Fulusjön.
Später ändert der Fuluälven seine Orientierung und fließt nach Süden.
Der Fuluälven grenzt das Fulufjäll (1040 m ö.h.) nach Osten ab.
Nach 80 km trifft der Fluss auf den von Westen kommenden Görälven (norwegisch Ljøra) und vereinigt sich mit diesem zum Västerdalälven.
Das Einzugsgebiet des Fuluälven umfasst 882 km².